# Alpujarra (Tolima)
Alpujarra es un municipio del centro-sur de Colombia situado en el extremo suroriental del departamento de Tolima, próximo al límite con el Huila. Forma parte de la subregión andina de Alto Magdalena. Dista de Ibagué en 152,6 km y de Neiva en 71,4 km.

## Historia
Los primeros asentados en el territorio de Alpujarra fueron los nátaga, pertenecientes a la nación páez, caracterizados por sus labores agrícolas y los tama, nación primitiva que pagaba tributo a los páez o a los andakí.
Para el año 1685 el municipio estaba dividido en haciendas pertenecientes al capitán Fernando Gonzales de la Pava, pero en una serie de negocios pasarían a manos de José Rodríguez de Vargas y este las vendería a su hermano Juan Francisco Rodríguez de Campos. Antonio Cardozo Rodríguez y su esposa Sebastiana Tafur de Olalla (padres de Bartolomé Cardozo, fundador del municipio) adquieren cuatro caballerías el 9 de abril de 1692.
Según Eduardo Osorio Umaña, Sebastiana Tafur era la «gestora» del asentamiento de La Alpujarra al señalarse en su testamento el lugar y que su hijo Bartolomé fuese el encargado de la capellanía, que sería trasladado a Las Mangas luego de estar en el sitio llamado La Mesa de Alpujarra que no contaba con acuíferos para la población.
El invierno en Las Mangas hacía desastres, por lo que se decidió trasladar al sitio de Madroñal el 7 de abril de 1768 por Bartolomé Cardozo; lugar habitado por la nación Natagaima y territorio habitado en época precolombina por indígenas pijaos y panches. Fue erigido como distrito municipal por medio del decreto 650 del 13 de octubre de 1887.
Entre los años 1908 y 1910, el territorio del municipio y parte del suroriente del Tolima pasó a ser parte del Distrito Capital de Bogotá durante el gobierno de Rafael Reyes.
Según el Centro Nacional de Memoria Histórica, el municipio tuvo 4 tomas guerrilleras entre 1988 y 2012. En 1998 las FARC se tomaron la vereda de La Arada, dejando como saldo un combatiente muerto; en marzo de 2000 las FARC con cilindros bomba dejan 3 lesionados y bienes destruidos; en julio de 2000 las FARC dejan el mismo resultado de la toma de marzo y para el año 2008 en la vereda La Arada las FARC se toman el asentamiento. Según otras fuentes han sido 7 o "más de seis" ataques guerrilleros al municipio.

## Geografía
Alpujarra está ubicado al suroriente del Tolima, en límites con el Huila; sobre el flanco occidental de la Cordillera Oriental. Se alza a unos 1.306 m s. n. m., en los faldeos de poniente del sector meridional de la cordillera Oriental colombiana que descienden hacia el valle del río Magdalena en su curso alto, del que el río que lo atraviesa es tributario por su izquierda. La mayor parte del territorio del municipio es ondulado y presenta algunas manifestaciones montañosas como son: el cerro Buenos Aires, El Limón, Boquerón, Pico de Loro, Piedras Negras, El Mesón y Redondo, entre otros. La cabecera municipal de Alpujarra, se ubica en una meseta y presenta una pendiente uniforme y suave, en sentido oriente-occidente. 

### Hidrografía
El municipio se encuentra entre dos subzonas hidrográficas del Tolima, por el norte la subzona de Directos Magdalena Entre Ríos Cabrera y Sumapaz donde predomina la presencia de varias quebradas como Los Ángeles (que sirve de límite con Dolores), quebrada Barandillas, quebrada Raspacuero, etc.
Al sur está la subzona hidrográfica Río Cabrera donde el mismo río forma un límite natural al sur y occidente del municipio con el departamento de Huila y a este desembocan quebradas como Canoas y Doche.

### Extensión
La extensión total es de 473 km², discriminados de la siguiente manera: 
- Área Urbana: corresponde a 0.5 km²
- Área Rural: corresponde a 472,5 km²

### Límites municipales
Alpujarra está delimitado con los siguientes municipios, excepto por el Huila en su porción de oeste a sureste:
| Noroeste: Natagaima           | Norte: Dolores                     | Nordeste: Dolores                                               |
| Oeste: Villavieja ( Huila)    |                                    | Este: Colombia ( Huila)                                         |
| Suroeste: Villavieja ( Huila) | Sur: Baraya ( Huila) (Río Cabrera) | Sureste: Límites entre Baraya y Colombia ( Huila) (Río Cabrera) |

Desde la cumbre de la Cuchilla de Altamizal, en línea recta a buscar el origen de la Quebrada El Borrachero, de este punto siguiendo el curso de las aguas de la Quebrada hasta la desembocadura del río Cabrera; este abajo hasta la boca de la zanja honda de Pacarni, frente la Cerro de las Coles, de aquí al pico de Buenos Aires y continuando en línea recta hasta un totumo que sirve de lindero cerca de la quebrada Anacardo, de este punto en dirección norte al Alto de Chicora y posteriormente en línea recta al Alto del Toro, en la misma recta al pico de la Culebra y al charco del Burro en la quebrada Los Ángeles; límite común de Natagaima y Dolores, por la quebrada de Los Ángeles arriba hasta donde desemboca la quebrada El Lindero, la misma Quebrada agua a arriba con el nombre de "La Bolsa" hasta su nacimiento y de aquí en línea recta a la cumbre más alta de la Cuchilla Altamizal, primer lindero enunciado.

## División político-administrativa
Aparte de su Cabecera municipal. Alpujarra tiene bajo su jurisdicción los siguientes centros poblados:

Veredas de Alpujarra.

- El Carmen
- Los Ameses
- La Arada

### Veredas
Además de las siguientes veredas: 
Agua de Dios, El Achiral, El Carmen, El Guarumo, El Moral, El Salado, Guasimal, La Aradita, La Palma, Las Cruces, Las Mercedes, Lindosa, Llano Galindo, Los Alpes, Los Ameses, Los Medios, Mielecita, Potrerillo, San Lorenzo, San Luis, Vega del Gramal, Vega Grande.

## Demografía
La población existente de Alpujarra es de 4 481 habitantes tanto de la zona urbana como rural; discriminados de la siguiente manera: 
- Urbana: 2 044
- Rural: 2 437

Para el año 2018 la población por edad era de la siguiente manera:
- 0-14 años: 931
- 15-19 años: 435
- 20-59 años: 2 460
- Más de 60 años: 1 006

En el censo del año 2018 hecho por el DANE y actualizado al 2021 revelan que el 12,48% de la población vive en condición NBI o necesidades básicas insatisfechas, el más bajo de la región Suroriente del Tolima, pero se mantiene 0.22% por encima del promedio en el departamento.

### Demografía
El crecimiento poblacional parece ser relativamente estable y moderado, ya que no hay aumentos significativos de un año a otro.
| Gráfica de evolución de Alpujarra entre 1993 y 2023               |
|                                                                   |
| Fuente: «Censos de 1993, 2005, 2018 y proyecciones de población». |

### Salud
En el municipio existe un único hospital público, el Hospital San Isidro, ubicado en el centro del casco urbano.

### Educación
Según la secretaría de educación de la gobernación del Tolima, en el municipio existen 22 instituciones educativas.Existen además dos bibliotecas públicas: una en la cabecera municipal llamada Gilberto Alzate Avendaño, mientras que la otra, ubicada en La Arada, en la zona rural, lleva por nombre José Ignacio Narváez García.

## Transporte
Alpujarra se conecta por la Ruta Nacional 45 desde Saldaña en dirección sureste pasando por Prado y Dolores a través de carretera secundaria al norte y desde Neiva por Tello y Baraya por medio de un puente colgante que atraviesa el río Cabrera,seguido de una vía terciaria hasta el sur del casco urbano. 
Además cuenta con el aeropuerto Cantadelicias.

## Economía
La economía de Alpujarra se caracteriza por sus actividades agrícolas, ganaderas y comerciales. Los principales productos agrícolas incluyen café, plátano, maíz, frijol y caña de azúcar.
Entre su actividad económica destaca —gracias a la fertilidad de sus tierras, ricas en sedimentos volcánicos— el cultivo de cacao, caña panelera y café, lo que le convierte en una de los municipios más importantes del departamento tolimense. Actualmente se encuentra en funcionamiento la micro fábrica de café Mizar.
Para el año 2020 el sector que más valor agregado que tiene en la economía es el de actividades terciarias (servicios) con 27 mil millones de pesos, seguido del sector primario con 23 mil millones de pesos y por último las actividades secundarias con 4 mil millones de pesos.

### Uso del suelo
Para el año 2012 se calculó el uso del suelo en el municipio en hectáreas, siendo de la siguiente manera:
- Explotación agrícola: 2 263 ha
- Pecuario o pastos: 11 718 ha
- Bosques: 12 800 ha
- Plantación de guadua: 350 ha
- Otros usos: 20 169 ha

### Economía cafetera
- Número de fincas Cafeteras: 1.634 Veredas Cafeteras: 19
- Total fincas Cafeteras: 1.637
- Área cultivada en Café: 2.241,8 ha
- Área cultivada en Caturra: 237, 3 ha
- Área cultivada en Típica: 1.860,7 ha
- Área cultivada en var. Colombia: 143,8 ha
- Producción Promedio de café: 8 Cargas/ha